# Milleretta
Milleretta rubidgei
Genre
Espèce
Milleretta est un genre éteint de petits anapsides du Permien supérieur, mesurant près de 60 cm et vivant en Afrique du Sud. L'espèce type et seule espèce est Milleretta rubidgei.

## Description
Ce petit animal ressemblant à un lézard courait rapidement et se nourrissait sans doute d'insectes. Bien que son crâne soit pourvu d'une ouverture derrière chaque œil, Milleretta fait partie des reptiles anapsides.